# 彼得斯堡 (西維吉尼亞州)
彼得斯堡（英語：Petersburg）是一个美國城市，位於西维吉尼亚州格兰特县。根據2010年的人口普查，當地人口為2,467人。

## 地理
彼得斯堡位于38°59′36″N 79°7′36″W / 38.99333°N 79.12667°W (38.993339,-79.126582).
根据美国人口普查局，该城市的总面积為1.62平方英里（4.20平方）。